# 尚弗罗米耶
尚弗罗米耶（法語：Champfromier，法語發音：[ʃɑ̃fʁɔmje]）是法国东部安省的一个市镇，属于楠蒂阿区。

## 地理
尚弗罗米耶（46°11'38"N, 5°49'0"E）面积32.4 平方千米，位于法国奥弗涅-罗讷-阿尔卑斯大区安省，该省份为法国东部省份，北起汝拉省，西北接索恩-卢瓦尔省，西接罗讷省和里昂大都会，南至伊泽尔省，东与萨瓦省、上萨瓦省和瑞士接壤。
与尚弗罗米耶接壤的市镇（或旧市镇、城区）包括：伯莱杜、谢泽里－福朗、日龙、蒙唐日、圣日耳曼德茹、拉佩斯。
尚弗罗米耶的时区为UTC+01:00、UTC+02:00（夏令时）。

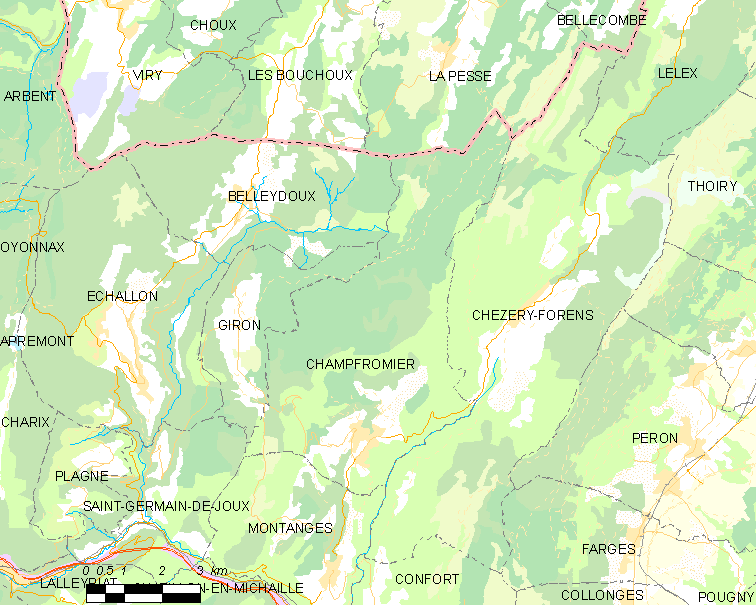
尚弗罗米耶的OSM定位图

## 行政
尚弗罗米耶的邮政编码为01410，INSEE市镇编码为01081。

## 政治
尚弗罗米耶所属的省级选区为瓦尔瑟罗讷县。

## 人口

1962-2008年间尚弗罗米耶人口变化图示

尚弗罗米耶于2022年1月1日时的人口数量为709人。